# Emotional Rescue (sang)
Emotional Rescue er en sang fra det engelsk rock ’n’ roll band, The Rolling Stones. Den blev skrevet af Mick Jagger og Keith Richards, og findes på deres album fra 1980 album Emotional Rescue.
Optaget mellem juni og oktober 1979 er "Emotional Rescue" et disco inspireret nummer, der på nogle måder ligner bandets 1978 hit "Miss You". Det er bemærkelsesværdigt, da det er en af de første sange, der viser stridighederne mellem sangskriverne Jagger og Richards. Richards synger kun kor i slutningen af nummeret, og det siges, at han ikke kunne lide den retning, som Jagger prøvede at føre bandet i, med disco lignede numre, selvom det måske var blevet overdrevet af pressen. Også bemærkelsesværdigt er det Jagger, der synger sangen i en falset, populær på mange disco sange fra den periode . Bassist Bill Wyman spillede synthesizer på nummeret, mens Jagger og Ian Stewart spillede på elektrisk klaver. 
Udgivet som albummets første single den 20. juni 1980, blev ”Emotional Rescue” godt modtaget af nogle fans. Andre fans af The Rolling Stones bemærkede den nye retning, og blev skuffede over det. Singlen fik en 9. plads på UK Singles Chart, og en 3. plads i USA. ”Emotional Rescue” blev populær nok til at komme med på bandet senere opsamlingsalbum Forty Licks fra 2002. 

### Fodnote
1. ↑  "Emotional Rescue by The Rolling Stones Songfacts". Arkiveret fra originalen 6. august 2007. Hentet 2. oktober 2007.